# The Botanical Society and Exchange Club of the British Isles
The Botanical Society and Exchange Club of the British Isles (abreviado Rep. Bot. Soc. Exch. Club Brit. Isles) fue una revista con descripciones botánicas de la que fueron editados los volúmenes 2-3, en los años 1901/10- 1911/13. Fue precedida por Botanical Exchange Club and Society of the British Isles.